# Discestra paradoxa
Discestra paradoxa là một loài bướm đêm trong họ Noctuidae.